# Truncus lumbalis

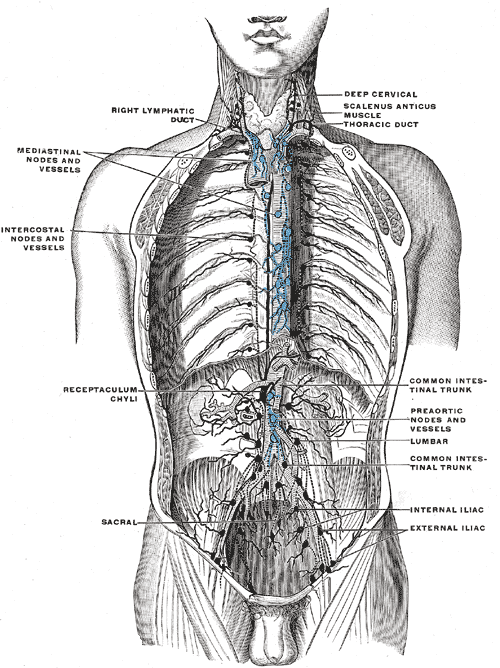
Lymphatisches System des Stammes beim Menschen

Der Truncus lumbalis („Lendenstamm“) ist ein paariger Lymphsammelstamm in der Bauchhöhle. Er leitet die Lymphe der Lendenlymphknoten (Nodi lymphatici lumbales), welche die Lymphe aus den unteren Extremitäten, den Beckenorganen und Teilen der Bauchwand erhalten, in die Lendenzisterne (Cisterna chyli), von wo sie über den Ductus thoracicus abgeleitet wird.